# Antelope Valley
L'Antelope Valley è una valle della California negli Stati Uniti d'America sud-occidentali. Si estende su una superficie di circa 5.700 km² nel nord della contea di Los Angeles e nella parte sud-orientale della contea di Kern. 

È situata a nord delle San Gabriel Mountains, ad est della catena dei Monti Tehachapi nel deserto del Mojave e ad ovest della Victor Valley.

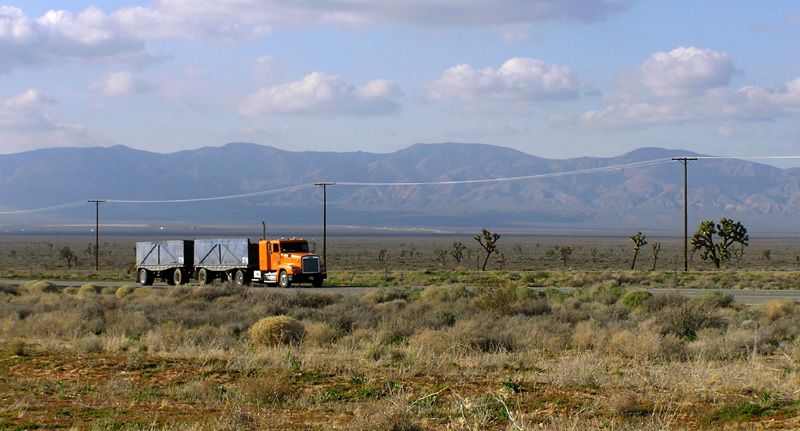
Un camion lungo la California State Route 138 che attraversa l'Antelope Valley. In lontananza sono visibili i Monti Tehachapi.

Le principali città sono Palmdale e Lancaster.